# أورومي (فلم)
أورومي ((بالماليالامية: ഉറുമി)) هو فيلم تاريخي درامي، من إنتاج شاجي ناديسان وسانتوش سيفان وبريثفير سوكوماران عام 2011. الفيلم من بطولة بريثفير سوكوماران وبرابهو ديفا وجينيليا ديسوزا ونيثيا مينون وجاكاثي سريكومار وأليكس أونيل في أدوار رئيسية، وفيديا بالان وأريا وتابو في ظهور خاص.

## روابط خارجية
- الموقع الرسمي
- مقالات تستعمل روابط فنية بلا صلة مع ويكي بيانات